# ميغتاو
الميغتاو وتعني "الرجال السائرون في طريقهم الخاص" (بالإنجليزية: Men Going Their Own Way"، اختصارًا: MGTOW)، هو مجتمع مناهض للفكر النسوي ومعظم أعضاؤهُ يَكُونُون كمجتمع إنترنت، تتلخص فكرة الحركة بدعوة الرجال إلى فصل أنفسهم عن النساء وعن المجتمع الذي يعتقدون أن النسوية أفسدتهُ. مجتمع ميغتاو هو جزء من المانوسفير، وهو عبارة عن مجموعة من المواقع الإلكترونية المناهضة للنسوية والمجتمعات عبر الإنترنت، المانوسفير تشمل أيضًا حركة حقوق الرجال، وفنانو الإغواء.
مثل مجتمعات مانوسفير الأخرى، تتداخل وتشترك ميغتاو مع حركات اليمين البديل وحركات تفوق البيِض، وهنالك اتهامات لهذه الحركة بأن جزء من مناصريها متورطين في المضايقات والتنمر على النساء عبر الإنترنت. وصف مركز قانون الحاجة الجنوبي(ٍSPLC) ميغتاو كجزء من أيديولوجية تفوق الذكور.

## جذور الحركة وتاريخها
كتب ماك لامورورو في مجلة فايس قائلًا إن «تاريخ مجتمع ميغتاو ضبابي، ولكن من المرجح أن تكون انطلاقته في فترة ما بين منتصف وأوائل العقد الأول من القرن الحالي، إذ أسسه رجلين تحت اسمي سولاريس وراغنار المستعارين على شبكة الانترنت».
كتب الأكاديمي جي ليانغ لين موضحًا أن انطلاقة مجتمع ميغتاو – على الرغم من غموضها- متجسدة في ظاهرة الكبسولة الحمراء، التي كانت بمثابة تعبير مجازي يستخدمه معارضو النسوية بغية «إيقاظ شرور مجتمع المركزية الأنثوية».
يقترن مجتمع ميغتاو الليبرتاري الأصل بمفهوم المانوسفير وحركات حقوق الرجال عمومًا. يوصف مجتمع ميغتاو بأنه كاره للنساء.

## وجهات النظر بشأن النساء والنسوية
يدعو مجتمع ميغتاو إلى انصاف الرجل و رفض تأنيث العالم ، إذ يتشارك أعضاءه وجهة نظر اليمين البديل المتمثلة بأن النسوية قد أفسدت المجتمع. يفترض مجتمع ميغتاو أن للنسوية يد في جعل النساء خطرًا على الرجال، إذ يعتقد أعضاءه أن الانعزال التام عن النساء هو السبيل الوحيد ليحمي الذكور أنفسهم. تتدرج مستويات المشاركة في هذا المجتمع من التوعية المتعلقة بـ «الحبة الحمراء» مرورًا برفض العلاقات (الذي ينطوي أحيانًا على «إضرابات الزواج») وصولًا إلى الانسحاب الاقتصادي والمجتمعي.
يؤمن أعضاء مجتمع ميغتاو بوجود تحيز ممنهج للمركزية الأنثوية ضد الرجال، إذ ينطوي هذا التحيز على المعايير المزدوجة للأدوار الجندرية، والتحيز ضد الرجال في المحاكم الأسرية، وعدم مراعاة الرجال المتهمين زورًا بالاغتصاب بالإضافة إلى عدم ترتب أي عواقب على المدعيات. تعتقد أنجيلا ناغل أن خطاب مجتمع ميغتاو قائم على «العقاب والانتقام» ضد النساء.
يصف بعض الرجال الذين يعتبرون أنفسهم جزءًا من مجتمع ميغتاو النساء بأنهن متمسكات بالتزاوج الفوقي فضلًا عن كونهن مخادعات. يرى فوتريل أنه لربما تكون «خرافة مجتمع ميغتاو الرئيسية» مرتبطةً بمفهوم «دوامة الأعضاء الذكرية» الذي يعني أن المرأة تقضي شبابها في «الانتقال من ذكر مسيطر إلى آخر، في طوباوية لامتناهية من العلاقات الجنسية العابرة [...] بينما تعيش الغالبية العظمى من الرجال في سن المراهقة و أوائل العشرينات في صحراء جنسية قاحلة مُعرّضين إلى احتقار النساء لهم». كتب لين في كتاب البيئات الرقمية: 
يؤمن أعضاء مجتمع ميغتاو أن النسوية قد «غسلت أدمغة» النساء المعاصرات ليعتقدن أنهن «على حق أيًا كان». ستهم المرأة في «ركوب دوامة الأعضاء الذكرية» برفقة أكبر عدد ممكن من الرجال، بينما يسيء معظم هؤلاء الرجال معاملتها ويعززون ادعاءاتها النسوية بأنها ضحية. عندما تقرر المرأة الاكتفاء برجل واحد، سيكون هذا الرجل من «النوع الخاضع» الاستسلامي، فستتأمر عليه مستهدفةً «قيمته المنفعية»، أي أرصدته المالية واستقرارها. قد يكون هذا الرجل «الخاضع» من المؤمنين بفكرة الحبة الأرجوانية ومدركًا لعواقب الزواج، لكنه يحاول الصمود ليعيش «نهاية شبيهة بنهايات أفلام ديزني». بعيدًا عن ذلك، ستنتهي إجراءات الطلاق لصالح المرأة حتمًا، نظرًا للامتيازات النسائية المؤسساتية.